# Ecnomiomorpha
Ecnomiomorpha es un género de polillas tortrícidas categorizado en la tribu Cochylini, de la subfamilia Tortricinae. Fue descrito por Obraztsov en 1959.

## Especies
- Ecnomiomorpha aurosa Razowski y Becker, 1999
- Ecnomiomorpha aurozodion Razowski y Becker, 1999
- Ecnomiomorpha belemia Razowski y Becker, 1999
- Ecnomiomorpha caracana Razowski y Becker, 1999
- Ecnomiomorpha chrestodes Razowski y Becker, 1999
- Ecnomiomorpha nigrivelata (Walsingham, 1914)
- Ecnomiomorpha novaelimae Razowski y Becker, 1999
- Ecnomiomorpha parae Razowski y Becker, 1999
- Ecnomiomorpha rondoniae Razowski y Becker, 1999
- Ecnomiomorpha tubulifera Razowski y Becker, 1999